# بروتو کاستلانی
بروتو کاستلانی (ایتالیایی: Bruto Castellani؛ ۱ دسامبر ۱۸۸۱ – ۱۹۳۳) هنرپیشه اهل پادشاهی ایتالیا بود.
از فیلم‌هایی که وی در آن نقش داشته‌است، می‌توان به هوس‌های امپراتور، آنتونیوس و کلئوپاترا، مسالینا، دزد دریایی زیبارو و مارکو ویسکونتی اشاره کرد.